# 2022 en Colombie-Britannique
Chronologie de la Colombie-Britannique
- 2018
- 2019
- 2020
- 2021
- 2022
- 2023
- 2024
- 2025
- 2026

Cette page concerne des événements qui se sont produits durant l'année 2022 dans la province canadienne de Colombie-Britannique.

## Politique
- Premier ministre : John Horgan (NPD)
- Chef de l'Opposition : Shirley Bond
- Lieutenant-gouverneur : Janet Austin
- Législature : 41e

## Événements

### Janvier
- x

### Février
- x

### Mars
- x

### Avril
- x

### Mai
- x

### Juin
- x

### Juillet
- x

### Août
- x

### Septembre
- x

### Octobre
- x

### Novembre
- x

### Décembre
- x